# Els Segadors
Els Segadors (deutsch: ‚Die Schnitter‘) ist ein altes katalanisches Volkslied. Es war lange Zeit eine inoffizielle Nationalhymne Kataloniens. Seit 1931 ist es auf Beschluss der Generalitat (der Selbstverwaltung der autonomen Region Katalonien) die offizielle Nationalhymne Kataloniens, wobei zunächst eine Festlegung auf eine der beiden geläufigen Textvarianten vermieden wurde. 1937 wurde auch der Text verbindlich festgelegt.
Das Lied geht auf den Aufstand der Schnitter (1640–1652) gegen das habsburgisch-spanische Kaiserhaus zurück. Es stellt einen eindringlichen Aufruf an alle Katalanen dar, ihr Land, ihr Volk und ihre Werte zu verteidigen. Es ist durch einen ernsten und feierlichen Duktus charakterisiert.

## Zur Geschichte des Liedes

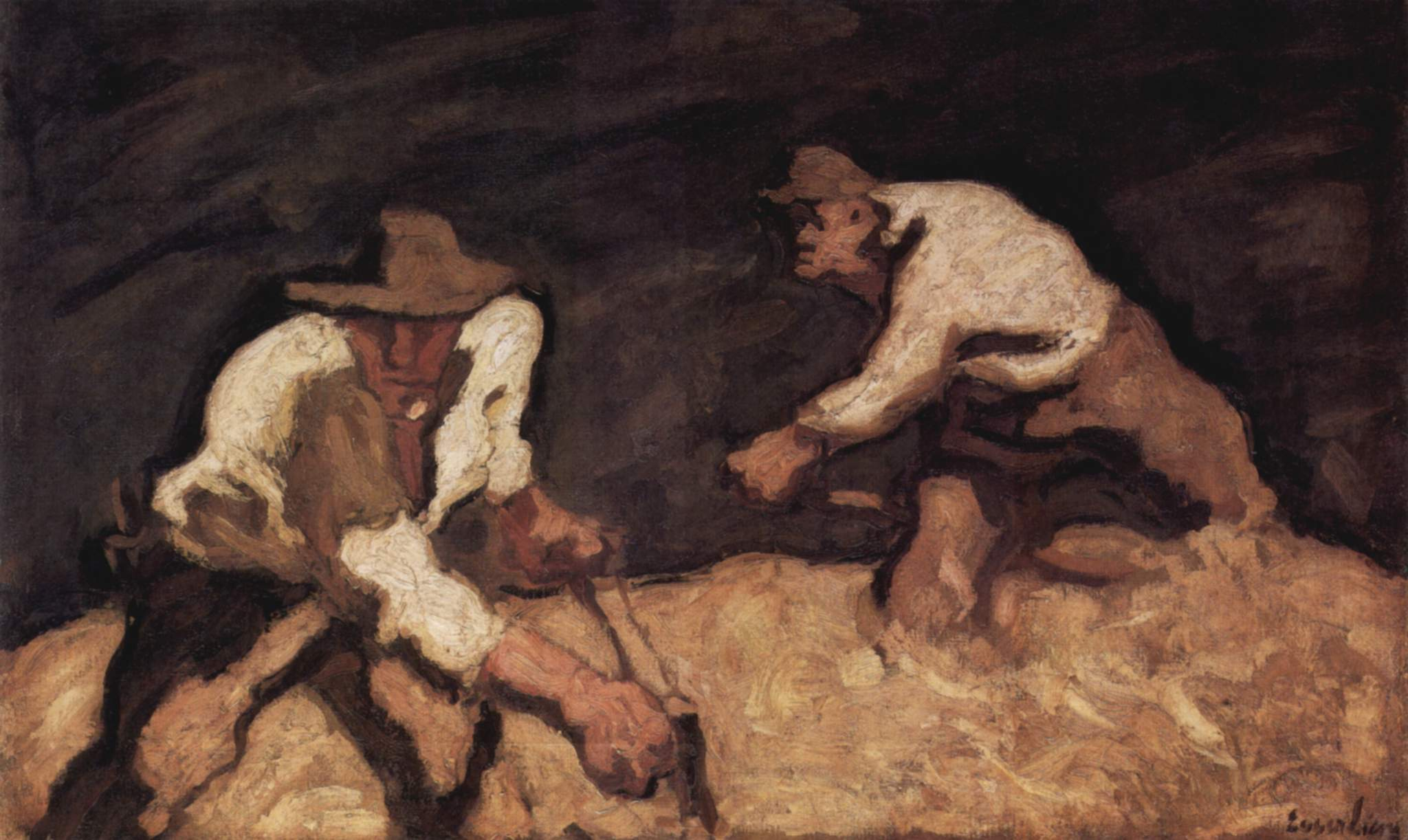
Die Schnitter (Bergmäher bei aufsteigendem Gewitter), Gemälde von Albin Egger-Lienz, um 1922

Der Ethnomusikologe Jaume Ayats identifizierte in einer Arbeit von 2011 den Ursprung von Els Segadors in der Anpassung des populären erotischen Liedes Els tres Segadors i la Dama (Die drei Schnitter und die Dame), das auch in anderen Teilen des romanischsprachigen Europas bekannt war. Im Aufstand von 1640 ist dann die Melodie über eine anonyme Ballade gelegt worden, die das schlechte Verhalten der kastilischen Truppen gegenüber der katalanischen Bevölkerung dokumentierte.
Das Lied thematisiert so den „Krieg der Schnitter“ (La Guerra dels Segadors) in der Form einer historischen Romanze. Dieser Aufstand richtete sich gegen den habsburgischen König Philipp IV. von Spanien und dessen Premierminister, den Grafen von Olivares, und zählt zu den europäischen Bauernrevolutionen des 17. Jahrhunderts gegen absolutistische Monarchen. Das Lied wurde in vielen Text- und Melodievarianten über die Jahrhunderte hinweg tradiert.
Nach und nach – vor allem im Gefolge der romantisch inspirierten Renaixença im 19. Jahrhundert – gewann das Lied den Charakter einer katalanischen Nationalhymne, wobei zwei Textvarianten konkurrierten:
- Der balladenhafte „historische“ Text wurde 1882 in den Romacerillos Catalanes von Manuel Milà i Fontanals veröffentlicht. Die Musik wurde in den Recull de Cançons populars catalanes (Sammlung katalanischer Volkslieder) von Francesc Alió 1892 herausgegeben.
- Der „politische“ Text war der Gewinner eines 1899 ausgerufenen Preiswettbewerbs der Unió Catalanista (gedichtet von Emili Guanyavents). Diese Version provozierte eine gewaltige öffentliche Diskussion.

Der politische Text setzte sich schließlich durch und wurde in den Cançoner Revolucionari Internacional (CRI) 1937 von der Generalitat als verbindliche Textversion für die Nationalhymne festgelegt und veröffentlicht. Er ist heute die weitaus bekanntere Textversion.
El Segador hieß auch ein Bild, das Joan Miró als Wandbild für den Pavillon der Spanischen Republik auf der Pariser Weltausstellung 1937 fertigte. Mit diesem Bild nahm er auf den Spanischen Bürgerkrieg (1936–1939) Bezug.
Nach dem Spanischen Bürgerkrieg wurde das Singen des Liedes unter Androhung drakonischer Strafen verboten. Erst 1976, mit dem Beginn der Demokratisierung Spaniens, wurde die Hymne wieder zugelassen und als katalanische Nationalhymne allgemein akzeptiert. 1992 wurden die Olympischen Spiele in Barcelona mit dieser Hymne eröffnet. Per Beschluss des katalanischen Parlaments vom 25. Februar 1993 in Barcelona ist Els Segadors wieder offiziell zur katalanischen Nationalhymne erklärt worden. Das Autonomiestatut für Katalonien aus dem Jahr 2006 bestätigt dies ausdrücklich.

## Textversionen

### Aktueller Text
Von ursprünglich sechs Strophen des „politischen Textes“ sind diese drei heute geläufig und werden offiziell als Nationalhymne Kataloniens gesungen:
| Katalanisch | Deutsch |
| --- | --- |
| Catalunya triomfant tornarà a ser rica i plena! Endarrere aquesta gent tan ufana i tan superba. Refrain: Bon cop de falç, bon cop de falç defensors de la terra, bon cop de falç! Ara és hora, segadors! Ara és hora d’estar alerta! Per quan vingui un altre juny esmolem ben bé les eines! Que tremoli l’enemic en veient la nostra ensenya. Com fem caure espigues d’or quan convé seguem cadenes. | Triumphierendes Katalonien wird wieder reich sein und auf seinem Hochpunkt! Wird diese Leute hinter sich lassen, so protzig und so hochmütig. Refrain: Ein guter Schlag mit der Sichel, ein guter Schlag mit der Sichel, Verteidiger des Landes, ein guter Schlag mit der Sichel! Nun ist es Zeit, Ihr Schnitter! Nun ist es Zeit, wachsam zu sein! Für wenn der nächste Juni kommt, schleifen wir die Werkzeuge gut! Der Feind soll zittern, wenn er unsere Fahne sieht. Wie wir die goldenen Ähren fallen lassen, zersägen wir auch Ketten, wenn die Zeit gekommen ist. |

### Historischer Text
Im Folgenden der historisch überlieferte balladenhafte Text des katalanischen Volksliedes mit vielen Strophen:
| Katalanisch | Deutsch |
| --- | --- |
| Catalunya, comtat gran, qui t’ha vist tan rica i plena! Ara el rei, Nostre Senyor declarada ens té la guerra. Refrain: Segueu arran! Segueu arran, que la palla va cara! Segueu arran! Lo gran comte d’Olivar sempre li burxa l’orella: „Ara és hora, nostre rei, ara és hora que fem guerra.“ Contra tots els catalans, ja veieu quina n’han feta. Seguiren viles i llocs fins al lloc de Riu d’Arenes. N’han cremat un sagrat lloc, que Santa Coloma es deia. Cremen albes i casulles, i caporals i patenes. I el Santíssim Sagrament, alabat sia per sempre. Mataren un sacerdot, mentres que la missa deia. Mataren un cavaller, a la porta de l’església, en Lluís de Furrià, i els àngels li fan gran festa. Lo pa que no era blanc deien que era massa negre: El donaven als cavalls sols per assolar la terra. El vi que no era bo, engegaven les aixetes, el tiraven pels carrers sols per regar la terra. A presència dels parents deshonraven les donzelles i mataven els seus pares si del mal donaven queixa. N'hi donen part al Virrei, del mal que aquells soldats feien. „Llicència els he donat jo: Molta més se’n poden prendre.“ A vista de tot això s’és esvalotat la terra: Entraren a Barcelona mil persones forasteres. A la plaça de Sant Jaume, n’hi foren les dependències. A vista de tot això s’és avalotat la terra. Comencen de llevar gent i enarborar les banderes. Entraren a Barcelona mil persones forasteres. Entren com a segadors, com érem en temps de sega. De tres guàrdies que n’hi ha, ja n’han morta la primera. Hi mataren al Virrei, a l’entrant de la galera. Mataren els diputats i els jutges de l’Audiència. Aneu alerta, catalans! Catalans, aneu alerta! Mireu que així ho faran, quan seran en vostres terres. Anaren a la presó: donen llibertat als presos. El bisbe els va beneir amb la ma dreta i l’esquerra: „On és vostre capità? On és la vostre bandera?“ Varen treure el bon Jesús tot cobert amb un vel negre: „Aquí és nostre capità, aquesta és nostre bandera.“ A les armes catalans, que ens han declarat la guerra! Refrain: Segueu arran! Segueu arran, que la palla va cara! Segueu arran! | Katalonien, du große Grafschaft, Wer dich gesehen hat so reich und aufgeblüht! Nun der König unser Herr hat uns den Krieg erklärt. Refrain: Schneidet dicht über der Erde, denn das Stroh ist zurzeit sehr teuer! Schneidet dicht über der Erde. Der große Graf von Olivares liegt ständig an seinem Ohr: „Nun ist es Zeit, unser König, Nun ist es Zeit, den Krieg zu beginnen.“ Gegen alle Katalanen, Ihr seht schon, was die gemacht haben. Sie gingen durch alle Städte und Orte bis zum Riu d’Arenes. Sie haben einen heiligen Ort angezündet, der Santa Coloma hieß. Sie verbrannten Alben und Messgewänder, sowie Korporale und Hostienschalen. Und das Allerheiligste Sakrament gelobt sei es in alle Ewigkeit. Sie töteten einen Priester, während er die Messe las. Sie töteten einen Reiter, am Tor zur Kirche, der Lluís de Furrià hieß, die Engel feiern diesen in einem großen Fest. Das Brot, das nicht ganz weiß war sagten sie, es sei zu schwarz. Sie gaben es den Pferden, nur um diese Erde zu verwüsten. Von dem Wein, der nicht gut war, öffneten sie die Hähne. Sie schütteten ihn auf die Straße, um die Erde zu begießen. In Anwesenheit der Verwandten entehrten sie die Mädchen. und töteten deren Eltern wenn sie sich deswegen beschwerten. Sie berichteten dem Vizekönig von den Übeltaten, die die Soldaten begingen „Ich habe ihnen freie Hand gegeben! Vieles mehr können sie sich erlauben!" Als sie dies alles sahen geriet die Erde in Aufruhr. Sie gingen nach Barcelona, tausende Personen von auswärts. Auf der Plaça de Sant Jaume (Barcelona) etablierten sie ihre Vertretung. Angesichts dieser Vorfälle hat sich das Volk erhoben. Das Volk erhebt sich und hisst seine Fahnen. Es kommen nach Barcelona tausende Auswärtige. Sie betraten (die Stadt) als Schnitter, weil die Zeit der Ernte war. Von drei Wächtern, die dort standen, haben sie schon den ersten getötet. Sie töteten auch den Vizekönig, an dem Aufgang zur Galeere. Sie töteten die Abgeordneten und die Richter des Gerichtshofes. Passt auf! Katalanen! Katalanen! Passt auf! Denn die werden es genauso machen, wenn sie bei euch einmarschieren. Sie gingen ins Gefängnis und gaben den Gefangenen die Freiheit. Der Bischof segnete sie mit der rechten und mit der linken Hand: „Wo ist euer Anführer? Wo ist eure Fahne?“ Sie holten das Jesuskind heraus Zugedeckt mit einem schwarzen Tuch. „Hier ist unser Anführer, dieses ist unsere Fahne.“ An die Waffen, Katalanen! Denn sie haben uns den Krieg erklärt. Refrain: Schneidet dicht über der Erde, denn das Stroh ist zurzeit sehr teuer! Schneidet dicht über der Erde. |

## Zur Diskographie
Von diesem Lied existieren verschiedene Aufnahmen als Chor-, Solisten- und Instrumental-Fassung. Darüber hinaus existieren viele Arrangements. So sind die Chorfassung von Josep Viader, die Fassung für Cobla (Sardana-Orchester) von Francesc Pujol und die Fassung für Banda (Blasorchester) von Joan Lamote de Grignon in Katalonien allgemein bekannt. Für Liebhaber der historischen Aufführungspraxis sei besonders die Aufnahme von Montserrat Figueras und der Capella Reial de Catalunya unter Jordi Savall empfohlen. Antoni Ros Marbà hat 2005 eine musikalisch herausragende Version für Chor und symphonisches Orchester veröffentlicht.

## Inoffizielle katalanische Hymnen
Während der Franco-Diktatur erlangten drei ganz unterschiedliche Musikstücke für sich den Status einer inoffiziellen katalanischen Nationalhymne:
- das Chanson L’Estaca (‚Der Pfahl‘) des katalanischen Sängers Lluís Llach,
- der Marienhymnus Virolai de Montserrat, gedichtet von Jacint Verdaguer (auch bekannt unter dem Titel Rosa d’Abril),
- das uralte katalanische Weihnachtslied El cant dels ocells (‚Der Gesang der Vögel‘) – der Cellist Pau Casals eröffnete jedes seiner Exil-Konzerte mit diesem Lied, solange seine Heimat Katalonien politisch unterdrückt war.